# Рюделль, Свен
Свен Оке А́льгот Рю́делль (швед. Sven Åke Algot Rydell; 14 января 1905, Гётеборг — 4 апреля 1975) — шведский футболист, нападающий. За национальную сборную забил 49 мячей в 43 матчах, что более 70 лет было национальным рекордом, пока его не превзошёл Златан Ибрагимович. В 19-летнем возрасте принял участие в Олимпийских играх, где провёл 5 матчей и забил 6 голов; сборная Швеции заняла третье место. Во внутреннем чемпионате забил 156 мячей, что является седьмым результатом в истории.

## Достижения
- Лучший бомбардир Северного Чемпионата 1924/1928
- Бронзовый призёр Олимпийских игр 1924
- Второй призёр чемпионата Швеции 1931/1932
- Первый футболист, награждённый медалью Svenska Dagbladets guldmedalj (в 1931 году)
- Включён в Зал Славы шведского футбола